# Chloropterus
Chloropterus là một chi bọ cánh cứng trong họ Chrysomelidae.
Chi này được Morawitz miêu tả khoa học năm 1861.

## Các loài
Các loài trong chi này gồm:
- Chloropterus moldaviensis Pic, 1909
- Chloropterus ornatus Lopatin, 1984
- Chloropterus versicolor Morawitz, 1860